# Aldfaers Erf
Het Friese Museumdorp Aldfaers Erf was een cultuurhistorisch museum in Allingawier in de Nederlandse provincie Friesland. In dit openluchtmuseum was te zien en te beleven hoe mensen 100 jaar geleden leefden en werkten. 

## Bezienswaardigheden
- Museumboerderij De Izeren Ko
- Woord en Beeldkerk, klankbeeldvoorstelling over de schepping
- Expokerk met wisselende schilderijen
- Drabbelkoekenbakkerij
- Smederij
- Schilderswerkplaats
- Brandweerhok
- Schoenmakerswerkplaats

## Afbeeldingen

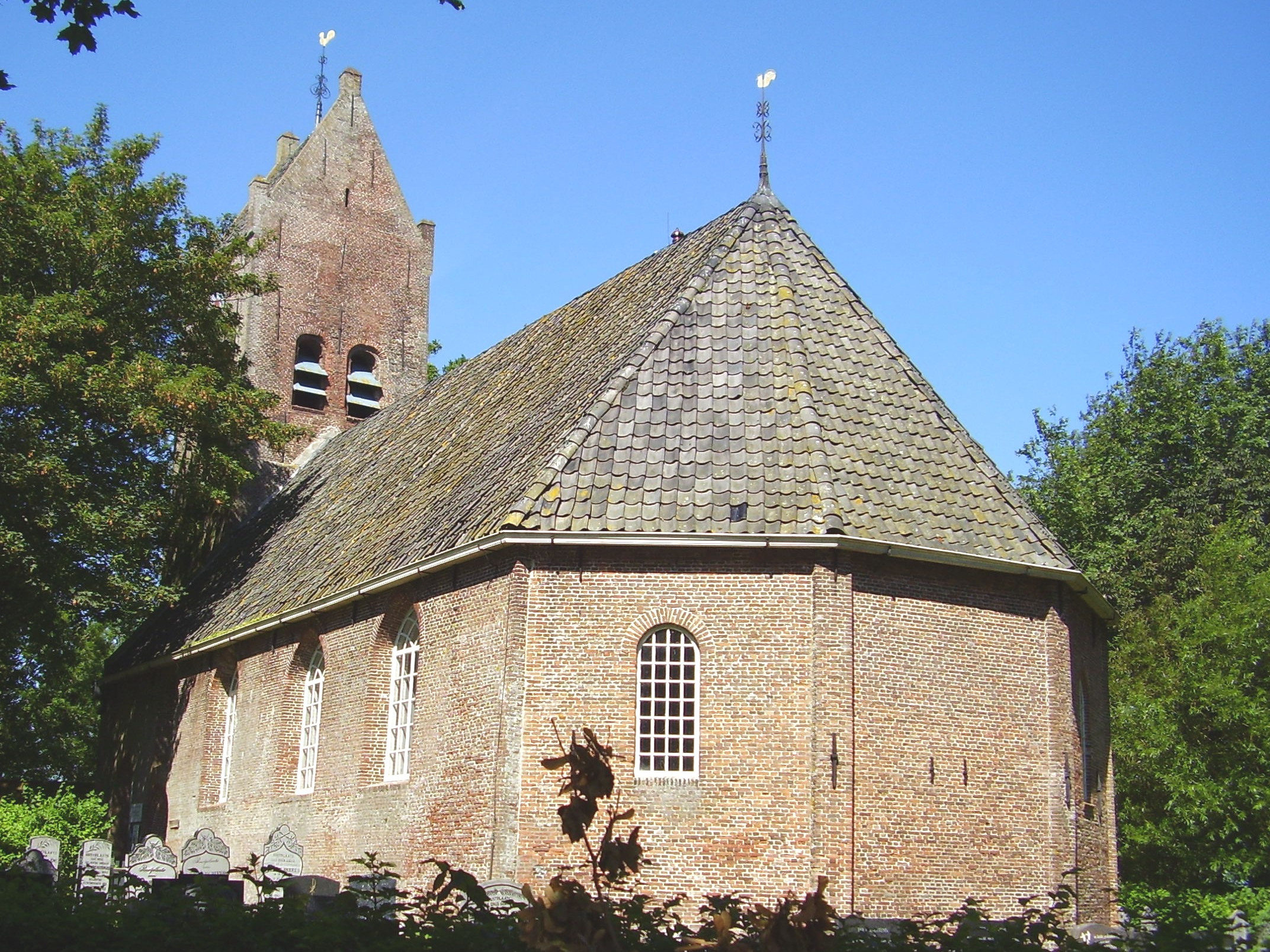
Woord en beeldkerk
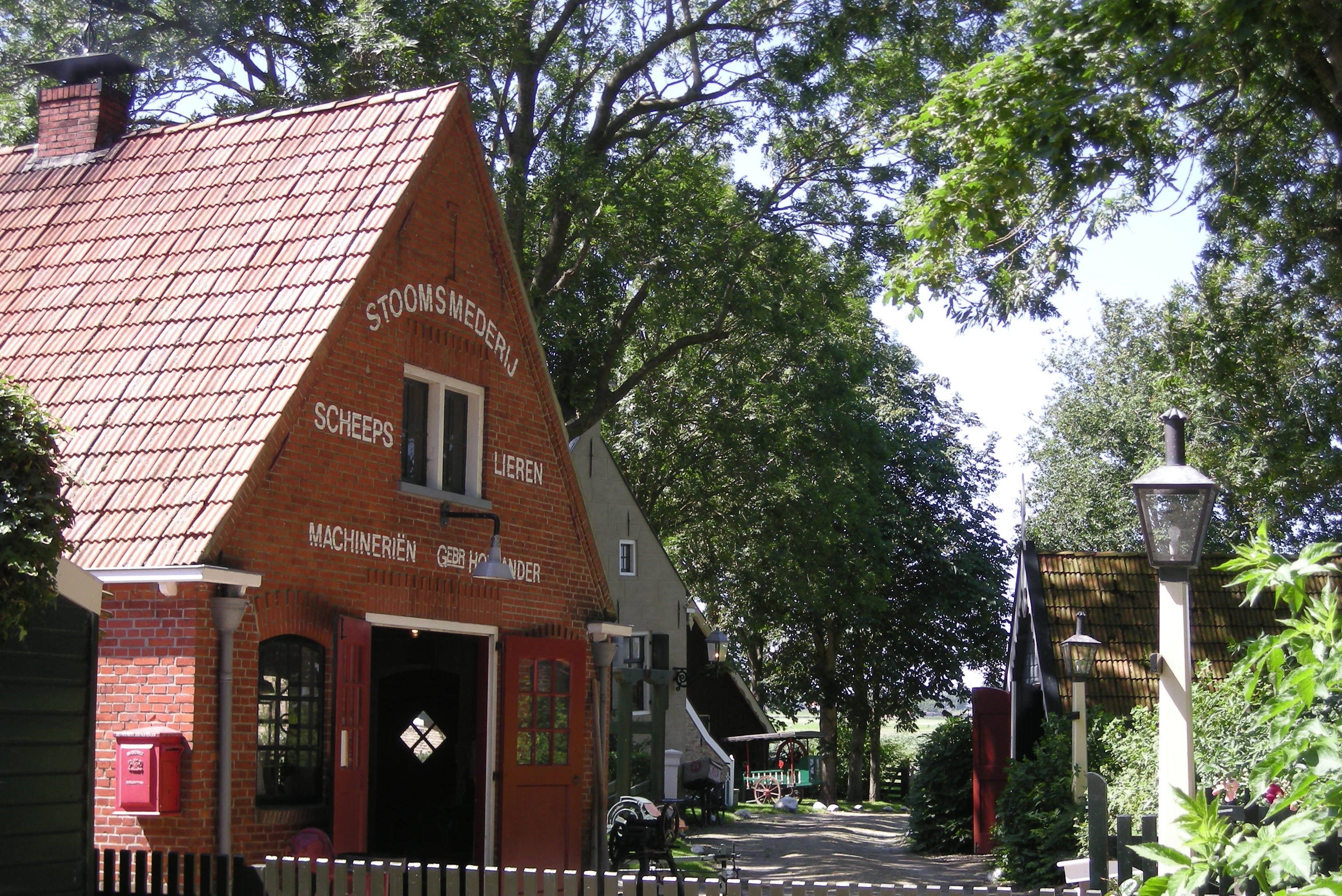
Smederij Allingawier
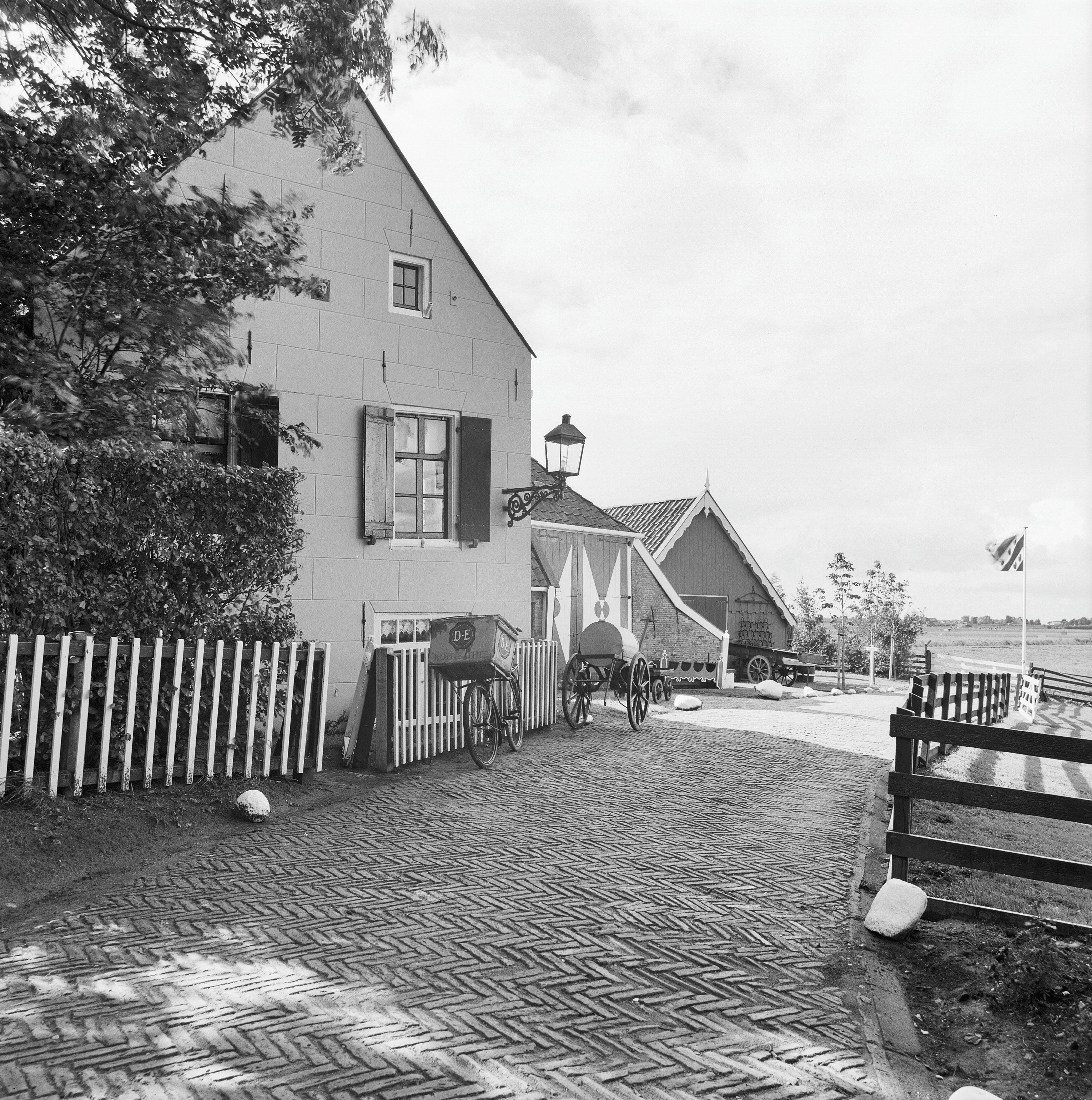
Museumboerderij De Izeren Ko
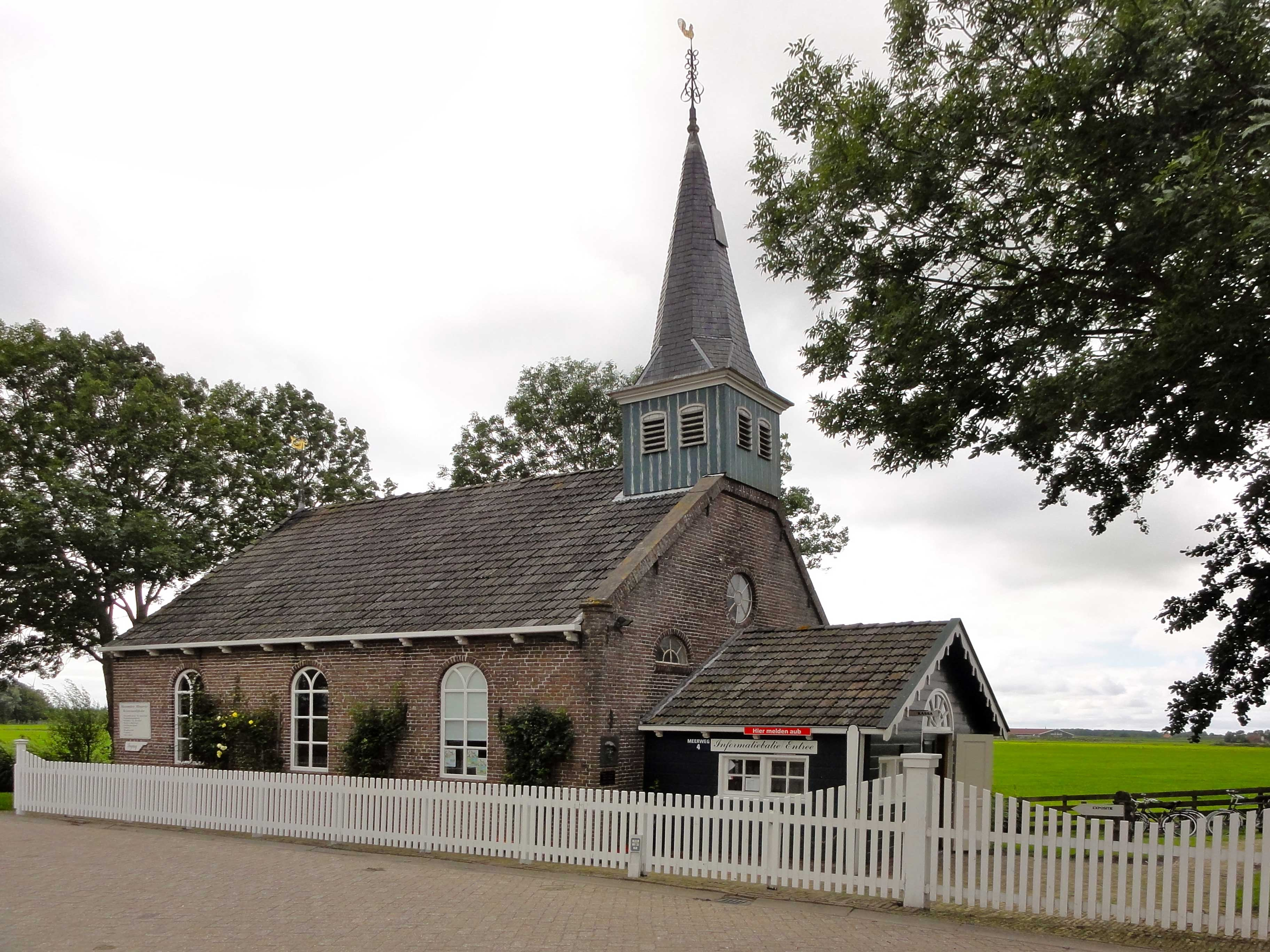
Expokerk